# Droma
En la mitología nórdica, Droma fue la segunda cadena creada por los Æsir, con el propósito de detener al gran lobo Fenrir, luego de que éste rompiera la primera cadena, Leding.
Los dioses, al comprobar la fuerza de la bestia, decidieron crear una cadena más fuerte que la primera, para probar si con ésta podrían detener a Fenrir. El lobo aceptó el desafío, muy confiado, y permitió a los dioses ponerle la segunda cadena. Como en el primer intento, Fenrir no tuvo más que tirar de la cadena luego de habérsela puesto, para romperla.
Debido a esto, los dioses, al ver que las ataduras normales no podrían mantener al lobo encerrado, ordenaron a los enanos a crear una cuerda, irrompible para nadie: Gleipnir.